# 타일러 토폴리
타일러 토폴리(영어: Tyler Toffoli, 영어 발음: /təˈfoʊliː/, 1992년 4월 24일~)는 캐나다의 아이스하키 선수로 포지션은 라이트윙이다. 현재 내셔널 하키 리그(NHL)의 뉴저지 데블스 소속으로 뛰고 있다. 2010년 NHL 드래프트에서 로스앤젤레스 킹스의 지명을 받았으며 2013년부터 2020년까지 킹스 소속으로 뛰었다. 2014년에 스탠리 컵 우승을 차지했고 킹스를 떠난 후에는 밴쿠버 커넉스, 카나디앵 드 몽레알, 캘거리 플레임스 소속으로 뛰었다.
국제 대회에는 캐나다 대표팀 소속으로 뛰고 있다. 그는 2015년과 2023년 세계 선수권 대회에 참가하여 우승을 차지했다.